# Rhynchophora humbertii
Rhynchophora humbertii är en tvåhjärtbladig växtart som beskrevs av Arenes. Rhynchophora humbertii ingår i släktet Rhynchophora och familjen Malpighiaceae. Inga underarter finns listade i Catalogue of Life.